# بلينة إكليلية
بلينة إكليلية (الاسم العلمي:Plinia coronata) هي نوع من النباتات يتبع جنس البلينيا من الفصيلة الآسيّة.